# 34137 Lonnielinda
34137 Lonnielinda è un asteroide della fascia principale. Scoperto nel 2000, presenta un'orbita caratterizzata da un semiasse maggiore pari a 2,4060860 UA e da un'eccentricità di 0,1959297, inclinata di 2,64885° rispetto all'eclittica.